# Tudorel Stoica
Tudorel Stoica (7 septembre 1954 à Brăila) est un ancien footballeur international roumain puis entraîneur. Il est le recordman du nombre de matchs joués avec Steaua Bucarest.
Stoica est surtout connu comme l'emblématique numéro 5 et capitaine du Steaua.
Il est le père de Alin Stoica, également footballeur professionnel.

## Carrière
- 1971-1972 :  Politehnica Galați
- 1972-1975 :  FCM Galați
- 1975-1989 :  Steaua Bucarest
- 1989-1990 :  RC Lens
- 1990-1991 :  Steaua Bucarest

## Palmarès

### En club
- Steaua Bucarest
  - Championnat de Roumanie
    - Champion en 1976, 1978, 1985, 1986, 1987,  1988 et 1989
    - Vice-champion en 1977, 1980, 1984 et 1991

  - Coupe de Roumanie
    - Vainqueur en 1976, 1979, 1985, 1987 et 1989
    - Finaliste en 1977, 1980, 1984 et 1986

  - Ligue des champions
    - Vainqueur en 1986
    - Finaliste en 1989

  - Supercoupe d'Europe
    - Vainqueur en 1987

  - Coupe intercontinentale
    - Finaliste en 1986